# Microchelifer sadiya
Espèce
Microchelifer sadiya est une espèce de pseudoscorpions de la famille des Cheliferidae.

## Distribution
Cette espèce est endémique d'Assam en Inde. Elle se rencontre vers Nazira.

## Description
Le mâle holotype mesure 1,86 mm.

## Publication originale
- Chamberlin, 1949 : New and little-known false scorpions from various parts of the world (Arachnida, Chelonethida), with notes on structural abnormalities in two species. American Museum Novitates, no 1430, p. 1-57 (texte intégral).